# Cyclochila virens
Cyclochila virens là một loài ve sầu có nguồn gốc từ đông bắc Queensland.